# Antineutrino do múon
O antineutrino do múon é uma partícula elementar subatômica, de ínfima massa. Como toda antipartícula, possui a sua partícula: o neutrino de múon. Este possui as mesmas características que este em módulo, porém as cargas são invertidas.
Os neutrinos foram teorizados pela primeira vez por Wolfgang Pauli, como uma forma de ratificar os princípios de conservação de energia e quantidade de movimento que estavam sendo aparentemente violados durante os decaimentos beta. Ele teorizou que uma pequena partícula, quase indetectável também participaria do decaimento, e colocando-a teoricamente na equação, a energia e quantidade de movimento se conservam. 
Décadas mais tarde os neutrinos e antineutrinos foram descobertos, ambos são produzidos durante os decaimentos beta. Durante os experimentos, descobriu-se que os neutrinos tinham diferentes características e que eram na verdade três, neutrino de elétron, neutrino de múon e neutrino de tau, e junto deles, suas antipartículas.
Em 2014, feixes de antineutrinos de múon foram detectados no T2K, após uma parada de 1 ano nos experimentos devido a um acidente de radiação no salão dos hádrons.